# Zeemanskerk

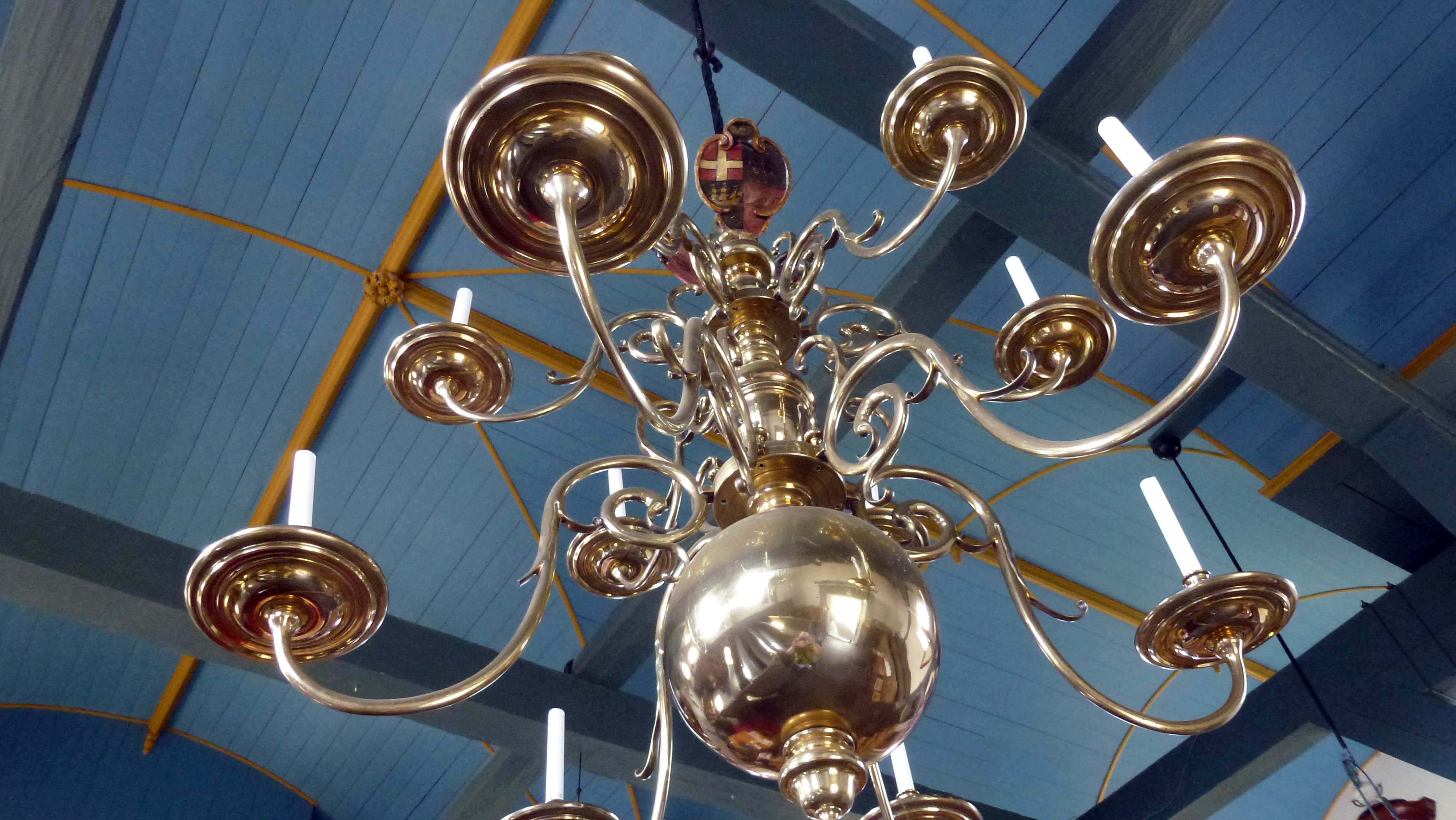
kroonluchter, geschonken door Michiel de Ruyter in 1678

Zeemanskerk of Hervormde kerk, is een kerkgebouw uit de 17e eeuw gelegen aan de Trompstraat 60 in Oudeschild op Texel. De kerk is te herkennen aan de witgepleisterde muren en groene dakruiter.

## Geschiedenis
De kerk werd tussen 1648 en 1650 gebouwd. De Gecommitteerde Raden financierden de bouw met een bedrag van 3000 gulden. De kansel van de kerk stamt nog uit de bouw van de kerk. Voor de kansel ligt de grafsteen van de eerste dominee: Antonius Damburgh. Het kerkje dankt zijn naam aan de vele zeelieden die in de kerk kwamen. Zij wachten op een gunstige wind om uit te varen. Met name in de 18e eeuw nam het bezoek van zeelieden toe. Toen de kerk te klein werd, werd deze in 1740 uitgebreid met een uitbouw aan de noordzijde.
De historische klok die in 1782 gemaakt was door Amsterdammer Pieter Seest werd in 1943 door de Duitsers geroofd.
Op 23 november 1943 stortte een Lancaster bommenwerper neer in de omgeving van de kerk. Alle zeven bemanningsleden kwamen hierbij om het leven.
Sinds 1976 staat het gebouw als rijksmonument ingeschreven in het monumentenregister.
De kerk werd verschillende malen gerestaureerd waaronder in de jaren zestig, 1970-1971 en 2001. De kerk wordt gebruikt voor concerten.

## Inventaris
In de kerk bevinden zich een preekstoel, doophek en koperen doopboog uit het einde van de 17e eeuw. De kerk bezit drie bijzondere kroonluchters. De eerste werd in 1677 geschonken door Cornelis Tromp. Michiel de Ruyter, dikwijls met zijn gezin op Texel, wilde niet achterblijven en schonk het jaar erop een nog grotere kroon. De derde kroon is vermoedelijk geschonken door de weduwe van Tromp.
Het mechanisch torenuurwerk uit circa 1700 is buiten gebruik gesteld. Het tiengebodenbord uit 1651 werd geschonken door de Zaanse schipper Van Glasko. Dit bord werd in 1994 gerestaureerd. Het orgel is gemaakt in 1887 door Bakker & Timmeng. In 1971 is het orgel ingrijpend gewijzigd. Het orgel komt oorspronkelijk uit 's-Gravenzande en staat sinds 1983 in Oude Schild. Het orgel werd in 1997 uitgebreid. Orgelbouwer Mense Ruiter uit Zuidwolde verzorgde de herintonatie in 1983 en ook in 1997.

## Foto's

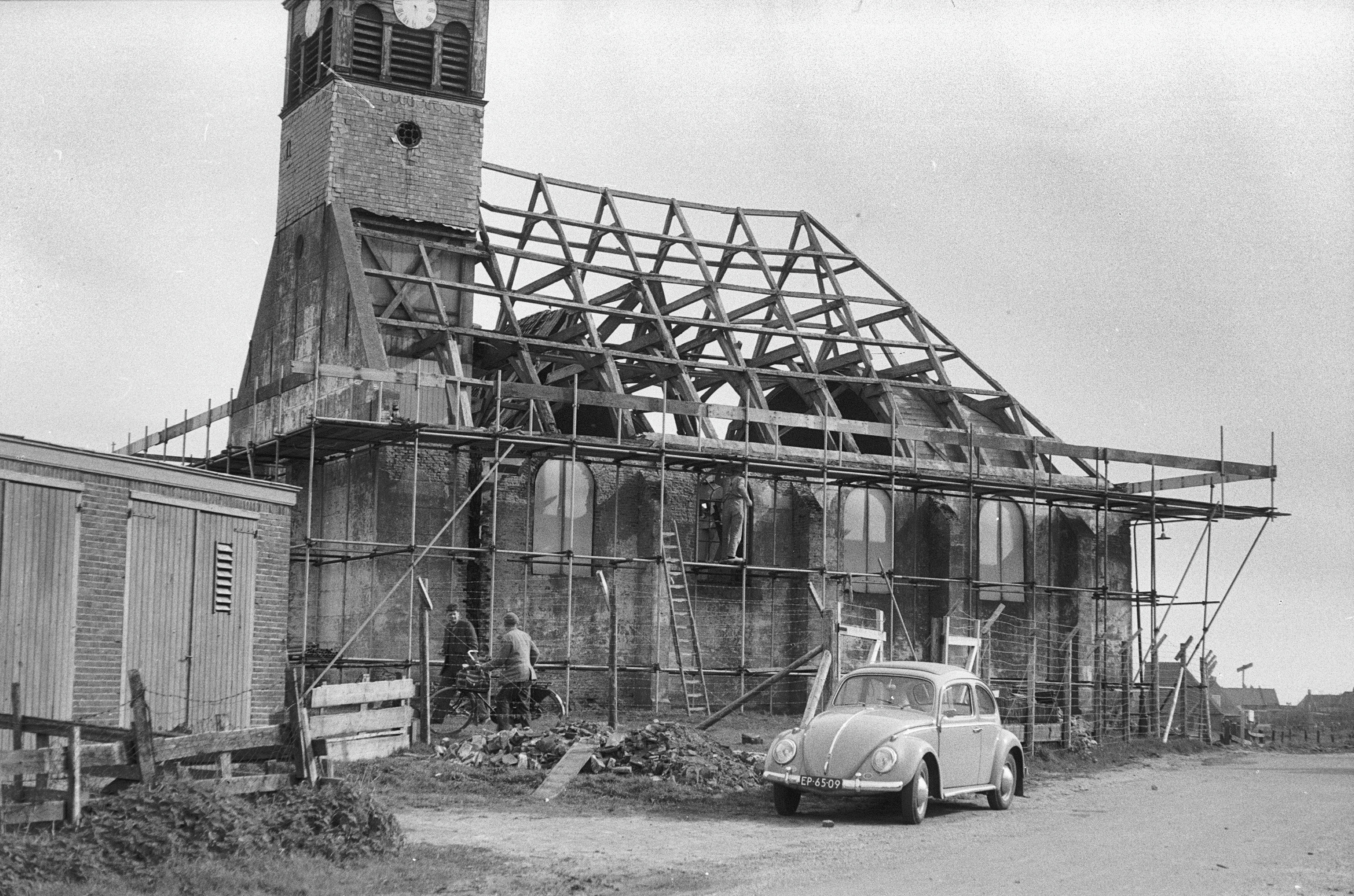
Kerk in 1963
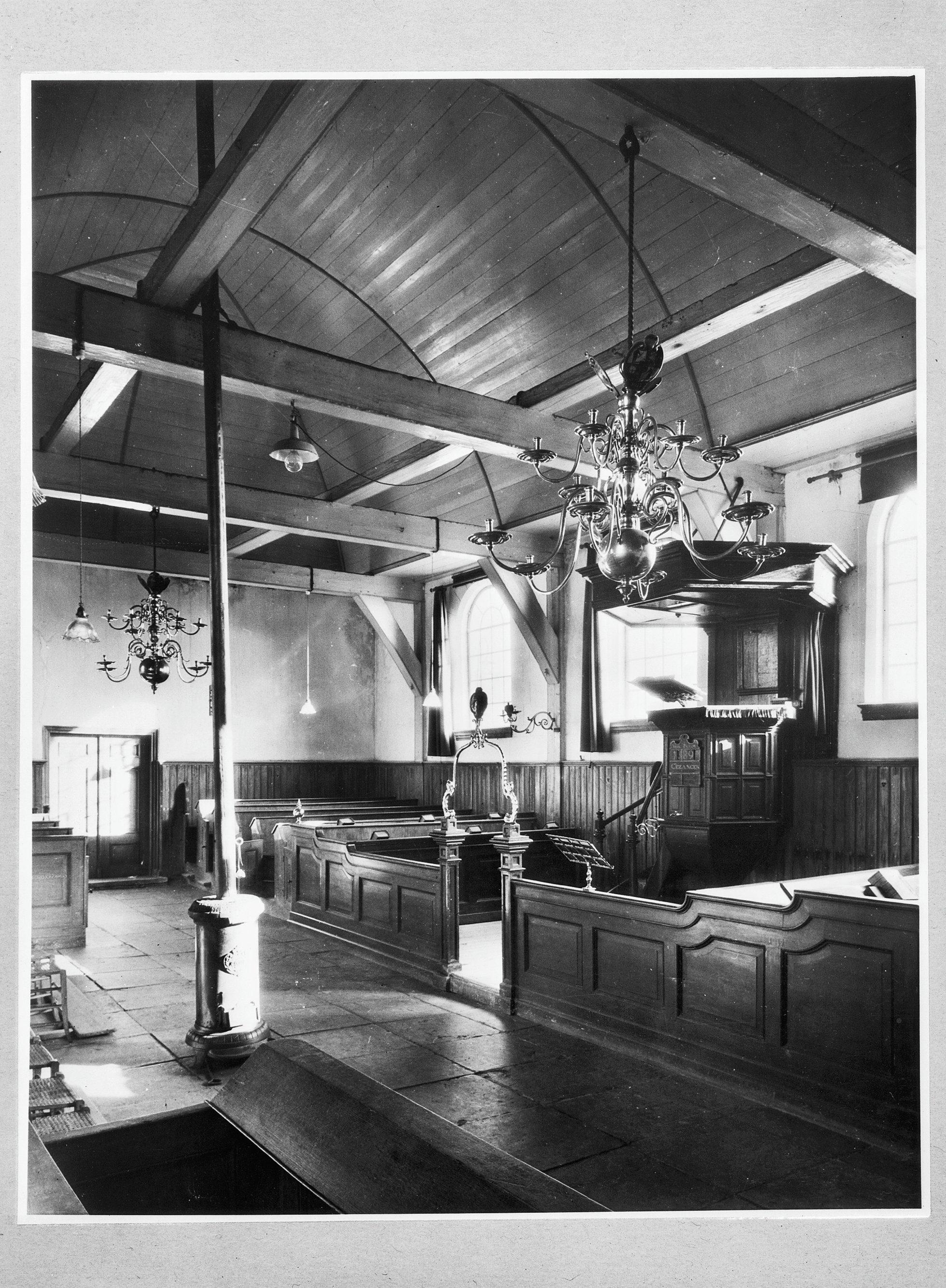
Interieur in 1950
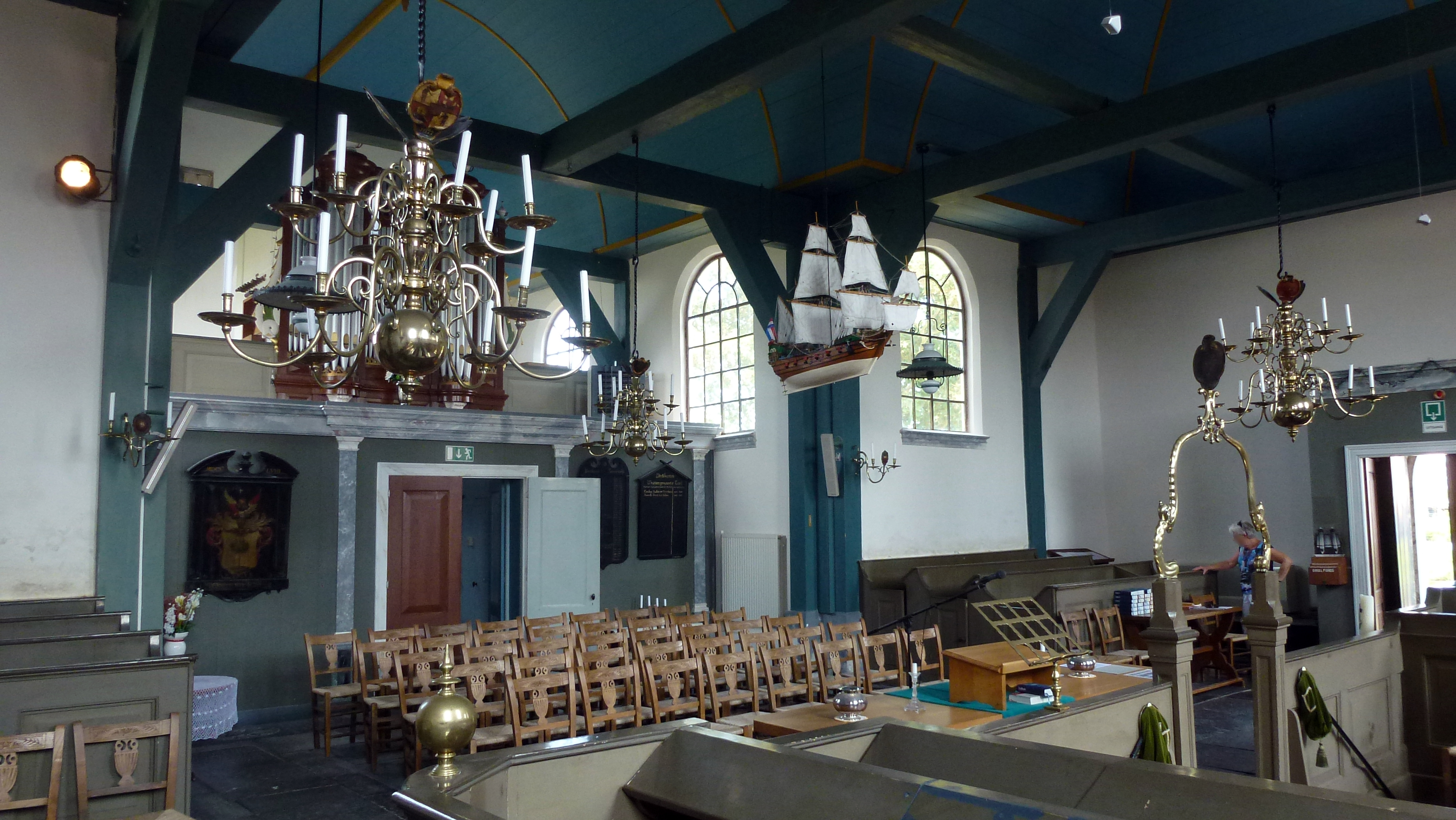
Interieur met het kerkorgel en drie kroonluchters
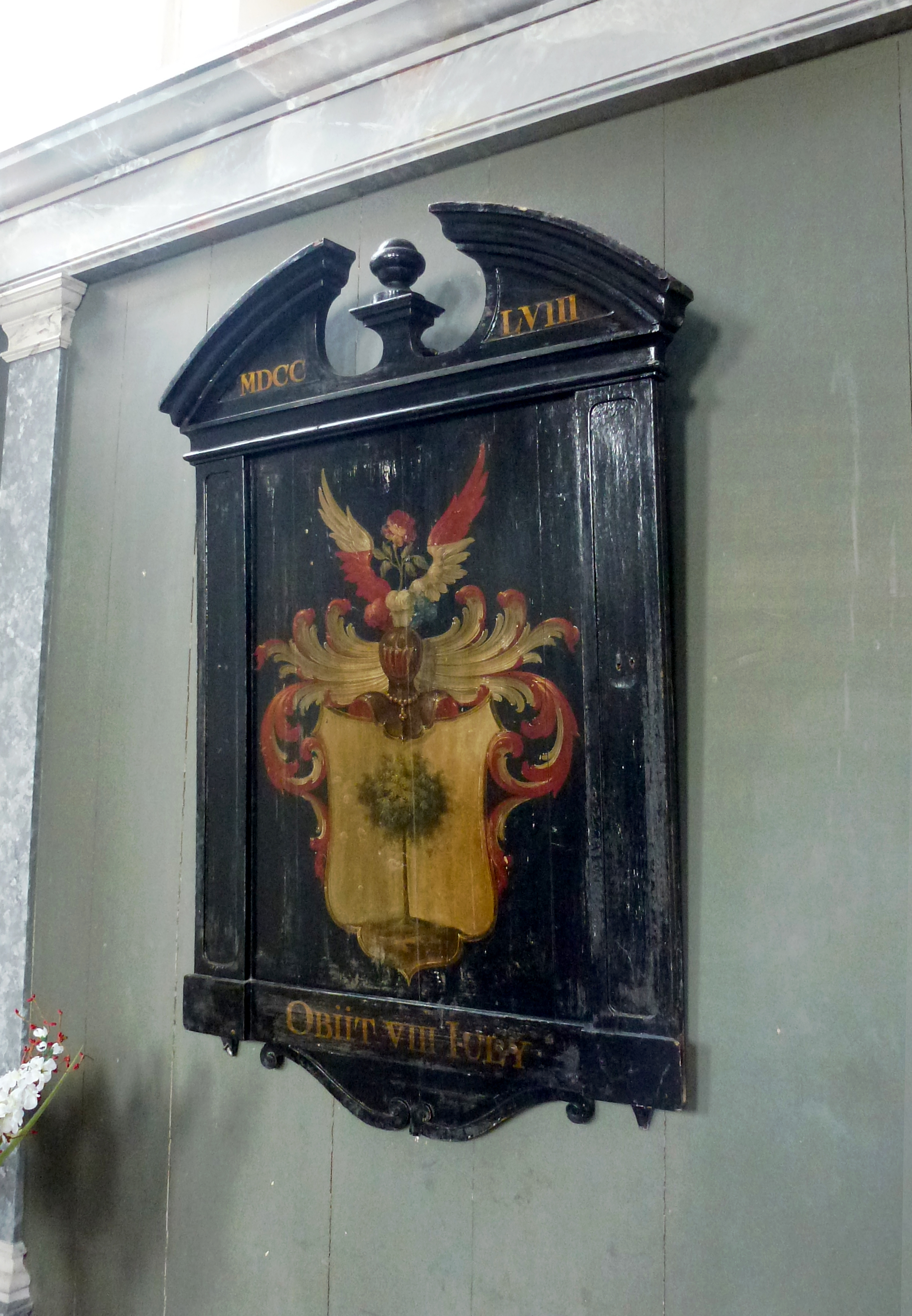
Rouwbord van Hermannis Lindenhoff van Zwol